# Нертера гренадская
Нертера гренадская, также известная как «коралловая ягода» или «коралловый мох» (лат. Nertera granadensis) — вид цветковых почвопокровных растений рода Нертера (Nertera) семейства Мареновые (Rubiaceae).

## Название
Родовое латинское (научное) название Nertera происходит от греческого слова nerteros — «низкий». Видовой латинский эпитет granadensis связан с местом произрастания растения — Колумбией, ранее известной как Новая Гранада.

## Распространение
Природный ареал этого вида включает Мадагаскар, тропическую и субтропическую Азию до Тихого океана, Карибский бассейн, Мексику, Южную Америку и субантарктические острова.

## Ботаническое описание

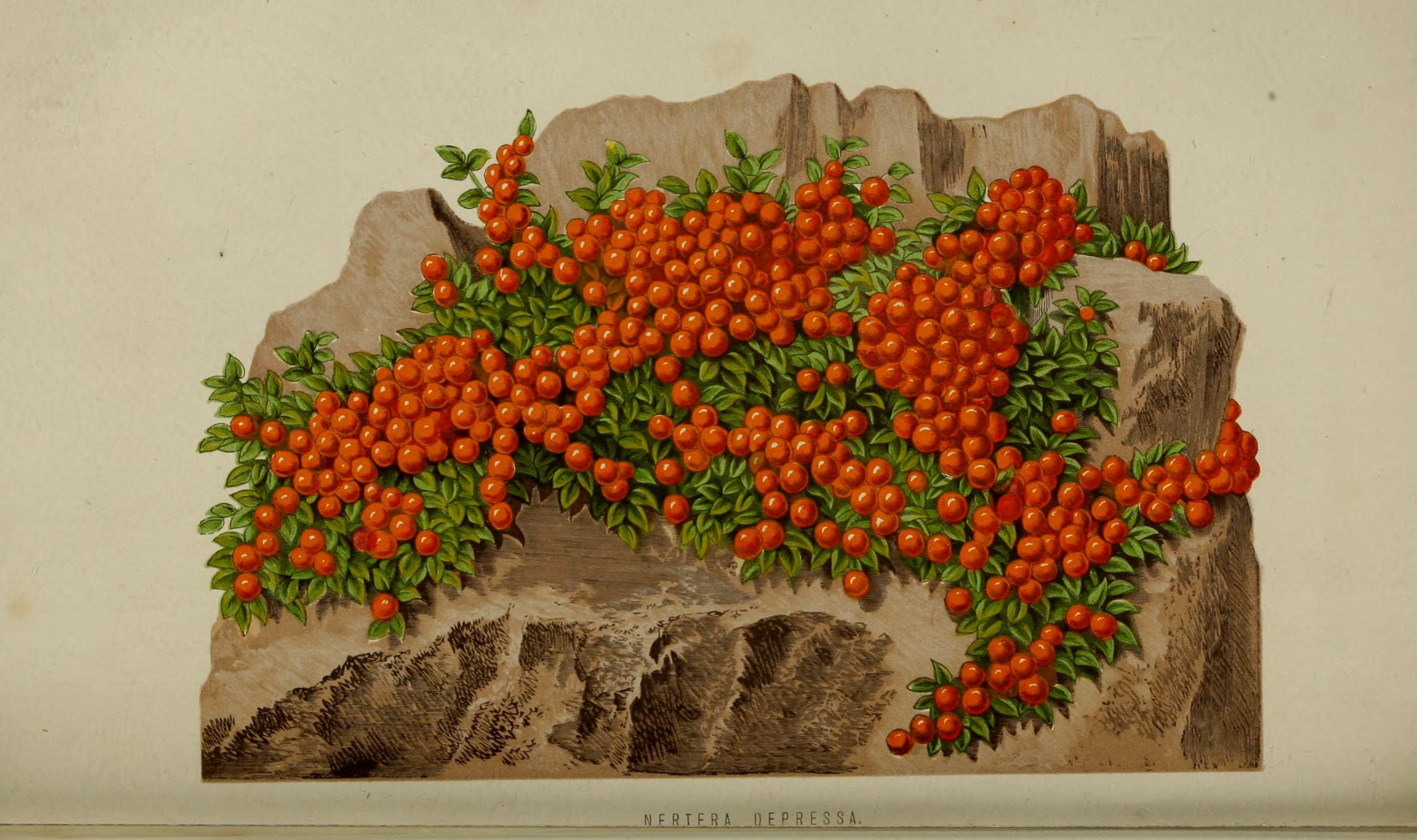
Ботаническая иллюстрация Nertera granadensis var. granadensis (син. Nertera depressa)

Нертера гренадская — многолетнее стелющееся растение с ползучими стеблями и мелкими округлыми листьями диаметром около 0,5—0,6 см, расположенными супротивно. Высота растения не превышает 10 см. Цветет очень мелкими зеленовато-белыми цветками. Главный декоративный эффект растения проявляется после окончания цветения, когда начинают формироваться идеально круглые и глянцевые плоды. По мере созревания ягоды проходят трансформацию от светло-салатового до белого, кремового и всех оттенков оранжевого. Ягоды созревают неравномерно, и растение постоянно украшено разноцветной россыпью плодов, напоминающих яркие коралловые бусины. Ягоды сохраняются с августа и до самой зимы.

## Токсичность
Несмотря на свою привлекательность, ягоды содержат ядовитые и раздражающие вещества. Поэтому растение следует размещать с осторожностью в местах, доступных для маленьких детей и домашних животных.

## Таксономия
Nertera granadensis (Mutis ex L.f.) Druce, первое упоминание в Bot. Soc. Exch. Club Brit. Isles 4: 637 (1917).

### Синонимы
- Coprosma granadensis (Mutis ex L.f.) Heads
- Gomozia granadensis Mutis ex L.f.

### Разновидности
Подтвержденные разновидности в соответствии с данными сайта WFO Plant List на июнь 2024 года:
- Nertera granadensis var. granadensis
- Nertera granadensis var. tetrasperma (Kunth) L.Andersson